# Maurice Wilkes
Maurice Vincent Wilkes (ur. 26 czerwca 1913 w Dudley, Staffordshire, Anglia, zm. 29 listopada 2010 w Cambridge) – angielski informatyk, ceniony za wkład w budowę pierwszych komputerów i wprowadzenie bibliotek programistycznych.
Ukończył St John’s College na Uniwersytecie Cambridge, gdzie uzyskał także stopień doktora .
Laureat nagrody Turinga w 1967 roku oraz Nagrody Kioto w dziedznie zaawansowanych technologii w 1992 roku.